# Acnephalum
Acnephalum is een vliegengeslacht uit de familie van de roofvliegen (Asilidae).

## Soorten
- A. andrenoides (Wiedemann, 1828)
- A. cockerelli Curran, 1934
- A. cylindricum Oldroyd, 1974
- A. dorsale Macquart, 1838
- A. futile Wulp, 1899
- A. gracilis (Hermann, 1908)
- A. olivieri Macquart, 1838
- A. platygaster Loew, 1858
- A. quadratum (Wiedemann, 1828)